# Elektronikpraxis
Elektronikpraxis est un média spécialisé pour l'électronique professionnelle de Vogel Communications Group. L'offre comprend un journal spécialisé bihebdomadaire avec des journaux supplémentaires pour les salons et des numéros spéciaux, plusieurs portails spécialisés en ligne et de médias sociaux ainsi qu'un grand nombre d'événements spécialisés. Les principaux sujets d'Elektronikpraxis sont le développement de matériel, le développement de logiciels, l'approvisionnement en composants, la fabrication de produits électroniques et la gestion de l'électronique. 
Elektronikpraxis est fondée en 1966 en tant que journal frère de la revue spécialisée Elektrotechnik Automatisierung.
Elektronikpraxis organise chaque année une vingtaine de congrès et de conférences de développeurs électroniques ainsi que de nombreux séminaires spéciaux, notamment le congrès ESE pour l'ingénierie logicielle embarquée, la conférence FPGA Europe, le congrès des utilisateurs de connectique et le Praxisforum sur la technologie d'entraînement électrique ainsi que la semaine Linux embarqué.

## Source, notes et références
- (de) Cet article est partiellement ou en totalité issu de l’article de Wikipédia en allemand intitulé « Elektronikpraxis » (voir la liste des auteurs).